# Stephen Hodge
Stephen Hodge, nacido el 18 de julio de 1961 en Adelaida, es un antiguo ciclista australiano, profesional de 1987 a 1996.

## Palmarés
1986
- Giro del Mendrisiotto

1988
- Gran Premio Raymond Impanis

1989
- 1 etapa del Herald Sun Tour

1990
- Clásica de los Puertos

1991
- 1 etapa del Tour de Romandía
- Mazda Tour, más 1 etapa

1992
- 1 etapa del Critérium Internacional

1993
- Memorial Manuel Galera

1994
- 1 etapa del Herald Sun Tour

1996
- Tour de Tasmania
- 1 etapa del Trofeo Joaquim Agostinho
- 2 etapas del Herald Sun Tour

## Resultados en las grandes vueltas
| Carrera         | 1988 | 1989 | 1990 | 1991 | 1992 | 1993 | 1994 | 1995 | 1996 |
| --------------- | ---- | ---- | ---- | ---- | ---- | ---- | ---- | ---- | ---- |
| Giro de Italia  | -    | -    | 19.º | 26.º | -    | -    | -    | 85.º | 76.º |
| Tour de Francia | -    | 83.º | 34.º | 67.º | 93.º | -    | 83.º | 64.º | -    |
| Vuelta a España | -    | -    | -    | -    | 26.º | 85.º | 31.º | -    | 76.º |
| Mundial en Ruta | 63.º | -    | 42.º | 8.º  | 19.º | 33.º | -    | -    | -    |